# Детектив Неш Бріджес
«Детектив Неш Бріджес» (англ. Nash Bridges) — американський поліційно-детективний телесеріал, створений Карлтоном К'юзом із Доном Джонсоном і Чічем Маріном у головних ролях. Прем'єра першої серії відбулася 29 березня 1996 року на каналі CBS; до 4 травня 2001 вийшло шість сезонів зі 122 епізодів.
В Україні показ серіалу проходив на телеканалі 1+1, СТБ, Новий канал та ICTV.

## Сюжет
Два досвідчених інспектори спеціального відділу поліції Сан-Франциско, Каліфорнія, розслідують найскладніші злочини. Формально відділ приписаний до поліції Сан-Франциско, але, по суті, займається розслідуванням найскладніших справ. До відділу входять його керівник Неш Бриджес (Дон Джонсон), інспектори Джо Домінгес (Чіч Марін) і Еван Кортес (Хайме Гомес), комп'ютерник Гарві Лік (Джефф Перрі) та інші працівники. На фоні поліційних розслідувань розгортаються й особисті сюжетні лінії героїв за участі дочки Неша, Кессіді Бріджес (Джоді Лін О'Кіф), його батька Ніка (Джеймс Геммон) та інших.

## Зйомки
Зйомки серіалу велися в районі затоки біля Сан-Франциско, а також на вулицях міста, включаючи Embarcadero і пірси з 30 по 32. Острів Скарбів, що знаходиться неподалік, був використаний як штаб-квартира для шоу. Для виробництва серіалу було залучено кілька сотень місцевих робітників, у тому числі теслярі, електрики, декоратори, техніки реквізиту, сценічні артисти, менеджери, водії, оператори, інженери спеціальних ефектів, звукооператори, гримери, перукарі та волонтери. Витрати на виробництво становили майже 2 мільйони доларів за епізод.
Продюсерами перших 4-х сезонів шоу були Don Johnson Company та Carlton Cuse Productions у співпраці з Rysher Entertainment. У 1999 році Paramount Television Network після придбання компанії Rysher продовжив роботу над серіалом.

## Звукова тема серіалу
За весь час показу як велика музична тема серіалу використовувалися 3 різні мелодії. У першому сезоні використовувалась переважно інструментальна мелодія. У сезонах 2-5 використовувалася тема відомої пісні «I got a friend in you to lead me out of the cold». У 6 сезоні тему знову змінили, використовувалася, в основному, інструментальна музика в стилі техно.

## Закінчення зйомок
Шостий сезон серіалу «Детектив Неш Бріджес» став останнім, проте шоу отримало хороший рейтинг від Nielsen. Після битви рейтингів вечора п'ятниці, в якій він програв серіалу «Закон і порядок: Спеціальний корпус», що виходив на каналі NBC, шоу було закрите. Компанія Paramount Network Television дійшла висновку, що 2 мільйони доларів за епізод — це надто багато. Телеканал CBS сподівався на сьомий сезон «Неша Бріджеса», але Paramount не була готова платити, хоча в той час як CBS, так і Paramount володіла компанія Viacom. Іншим фактором, який також призвів до закінчення серіалу, було те, що Дон Джонсон хотів піти з нього.
У 2021 році телекомпанія USA Network випустила повнометражний фільм «Неш Бріджес», в якому знялися Дон Джонсон та Чіч Марін.

## Список епізодів
| Сезон | Сезон | Епізоди | Прем'єра        | Прем'єра       |
| Сезон | Сезон | Епізоди | Початок         | Закінчення     |
| ----- | ----- | ------- | --------------- | -------------- |
|       | 1     | 8       | 29 квітня 1996  | 17 травня 1996 |
|       | 2     | 23      | 13 вересня 1996 | 2 травня 1997  |
|       | 3     | 23      | 19 вересня 1997 | 15 травня 1998 |
|       | 4     | 24      | 25 вересня 1998 | 14 травня 1999 |
|       | 5     | 22      | 24 вересня 1999 | 19 травня 2000 |
|       | 6     | 22      | 6 жовтня 2000   | 4 травня 2001  |

## Актори та персонажі

### Головні ролі
Дон Джонсон — досвідчений інспектор поліції Неш Бріджес (згодом капітан); вік за 40 років, відданий поліції Сан-Франциско. Його особисте життя не врівноважене — починаючи з двох його розлучень і закінчуючи стосунками зі старим батьком, яким він опікується, і дочкою, що дорослішає. Фокусник-аматор, має трюки з наручниками та іншими предметами. Автомобіль Неша — жовтий Plymouth Barracuda, що дістався йому від брата, який зник на В'єтнамській війні — відомий візуальний елемент серіалу. Єдиний персонаж, що з'являється в усіх 122 епізодах.
Чіч Марін — інспектор Джо Домінгес (згодом лейтенант). Дружина — Інгер, за національністю шведка. Діти — дочка Люсія (живе з батьками), старший дорослий син Джей-Джей (живе окремо). Характер безтурботний, часто блищить дотепністю. Постійно вплутується у всілякі схеми швидкого збагачення, часто з метою показати незалежність від Неша; всі ці спроби закінчуються невдало. У наступних сезонах Неш та Джо створюють приватну детективну агенцію, щоб заробляти додаткові гроші.
Джеймс Геммон — Нік Бріджес, батько Неша, відставний військовий, нагороджений «Морським хрестом» за подвиг, скоєний при обороні Перл-Гарбора. Страждає на хворобу Альцгеймера, живе разом з Нешем, який є його опікуном. Іноді потрапляє в деякі незначні прикрощі, які змушують Неша відволікатися від роботи та рятувати його. Також має схильність до участі у сумнівних схемах швидкого збагачення на пару із Джо Домінгесом. Нік страждає на старечий маразм, чим протягом усього серіалу частенько користується.
Джоді Лін О'Кіф — Кессіді Бріджес, дочка Неша. Спочатку прагнула бути актрисою та пробувала грати у театрі. Мала стосунки з Еваном Кортесом, які у певний момент розладналися; після примирення вона збиралася вийти за нього заміж. Після смерті Кессіді вирішила приєднатися до поліції Сан-Франциско. Вона була призначена до відділу під командування свого батька. До кінця серіалу Кессіді переїжджає до Парижа, щоб бути зі своєю матір'ю.
Джефф Перрі — інспектор Гарві Лік, фахівець в електроніці. Дружина пішла від нього після п'яти з половиною років шлюбу через його прихильність до роботи в поліції. Найкращий друг Евана та один із команди Неша. Дуже захоплений своїм автомобілем Ford Ranchero 72 року, який з'являється в серіалі майже так само часто, як і Barracuda Неша, доки автомобілю не було завдано непоправної шкоди у перестрілці.
Хайме Гомес — інспектор Еван Кортес, найкращий друг Гарві і наймолодший у команді Неша. Неш запропонував йому повернутися працювати разом із Джо на початку серіалу. Мав бурхливі стосунки з Кессіді, пройшов через хворобливий період після розриву з нею і, втративши роботу, всіляко деградував, потім за допомогою Джо Домінгеса і завдяки власним зусиллям відновився, пройшовши 12-крокову антиалкогольну програму. Еван та Кессіді помирилися і планували провести весілля у Лас-Вегасі. Загинув у перестрілці наприкінці п'ятого сезону.
Кері-Хіроюкі Тагава — лейтенант Ей Джей Шимамура, колишній поліцейський начальник, який тісно співпрацює з Нешем та його відділом як колега та друг.
Мері Мара — інспектор Брін Карсон, єдина жінка у відділі. Часто працює під прикриттям. Дуже успішна у романтичному плані. Залишає відділ без пояснення причин і більше у серіалі не з'являється.
Келлі Ху — інспектор Мішель Чен. Була вбита вдома в епізоді, де вбивця шукає слави в засобах масової інформації. Неш убив убивцю Мішель із помсти.
Ясмін Бліт — інспектор Кейтлін Крос. У неї напружені відносини з Нешем, що межують з професіоналізмом і персоналізмом. Кейтлін спочатку прийшла до відділу як перевіряючий інспектор з відділу внутрішніх розслідувань. Намагалася викрити Неша та його відділ у порушеннях законності, але згодом приєдналася до основної команди. Вона мала короткий роман з Нешем, який закінчився, коли вона поїхала, щоб допомогти своїй сестрі у Вашингтоні.
Венді Моніз — інспектор Рейчел Маккейб . Спочатку була поліцейським, що працює під прикриттям для розкриття справ з корумпованістю всередині поліції. Рейчел закохалася в Неша. Через наївність Рейчел були спроби фальсифікувати документацію відділу і цим підставити Неша. У результаті Рейчел це зрозуміла і сама здалася Нешу. За свої дії була притягнута до відповідальності й у результаті потрапила до в'язниці. Неш, з урахуванням ставлення Рейчел щодо нього та його до Рейчел, пробачив її цей вчинок.
Крес Вільямс — інспектор Антуан Бебкок, був прийнятий у відділ на місце Евана Кортеса. Антуан урятував відділ від вибуху, коли з Гарві Ліком розслідував серію вибухів. Він вважає за краще триматися якомога далі від з'ясування стосунків в особистому житті, але дуже активний у роботі. Стає близьким другом Гарві, коли той переконує його помиритися з батьком, який вмирає злочинцем. Періодично страждає від епілептичних нападів.

### Другорядні персонажі
Керолайн Лагерфелт — Інгер Домінгес, друга дружина Джо.
Анджела Дорманн — Стейсі Бріджес, сестра Неша. Помічник окружного прокурора Сан-Франциско.
Аннетт О'Тул — Ліза Бріджес, перша дружина Неша, мати Кессіді. Талановитий кухар, визнаний у Парижі, де й мешкає.
Деніел Робук — інспектор Рік Беттіна, дурний колега Неша. Його вітчим — шеф поліції Сан-Франциско. Спійманий Нешема при спробі вкрасти гроші поліцейського пенсійного фонду.
Трейсі Волтер — Ангел, старий добродушний волоцюга, що ходить у білому одязі і з великими крилами за спиною.
Патрік Фішлер — Пепе, гей, впевнений протягом усього серіалу, що Неш та Джо — пара.
Стів Остін — детектив Джек Кейдж (4-5 сезони), поліцейський-громила, який розв'язує всі службові питання застосуванням фізичної сили. Колись працював у відділі Неша, який був його поліцейським наставником.
Крістіан Меолі — Боз Бішоп, багатий спадкоємець, який воліє сам заробляти на хліб, вести безладний і незалежний спосіб життя спекулянта. Секретар детективного агентства Неша та Джо (3-6 сезони).
Стівен Лі — Тоні Бі, безглуздий злочинець-аферист, який періодично з'являється в серіалі з другого по шостий сезони.